# The Lightning Raider
The Lightning Raider er en amerikansk stumfilm fra 1919 af George B. Seitz.

## Medvirkende
- Pearl White
- Warner Oland som Wu Fang
- Henry G. Sell som Thomas Babbington North
- Ruby Hoffman som Lottie
- William P. Burt